# Francis Herbert Bradley
Francis Herbert Bradley, OM, (Clapham, Surrey, 30 januari 1846 – Oxford, 18 september 1924) was een Brits idealistisch filosoof. Hij studeerde aan de Universiteit van Oxford.

## Filosofie
Bradleys werk bestaat vooral uit een aanval op het empirisme dat sterk naar voren kwam bij filosofen zoals John Locke, David Hume, en John Stuart Mill. Zijn werk was tevens sterk gebaseerd op Duitse idealisten als Johann Fichte, Friedrich Schelling, en G.W.F. Hegel, alsook door de Duitse filosoof Immanuel Kant. Tevens worden zijn ideeën soms vergeleken met die van de Indische filosoof Adi Shankara. In Ethical Studies (1876), Bradleys eerste belangrijke werk, trachtte hij de onduidelijkheden en misleidende elementen in Mills doctrine van het utilitarisme - dat het grootste geluk voor het grootst aantal mensen als het doel van de ethiek vooropstelt - bloot te leggen. In The Principles of Logic (1883), hekelde Bradley dan weer de gebrekkige psychologie van de empiristen, wier logica beperkt is, volgens Bradley, tot de doctrine van het associatisme in de menselijke geest. Hoewel hij Hegel steeds krediet gaf voor vele geleende concepten en ideeën heeft hij nooit het Hegelianisme volledig omarmd.
Andere belangrijke werken van Bradley waren Appaerance and Reality: A Metaphysical Essay (1893) waarin hij kritische uiteenzetting van de eerste principes van de filosofie poogde te bewerkstelligen en de stimulatie van twijfel en verder onderzoek op het oog had.
Knowledge and Experience in the Philosophy of F.H. Bradley was ook het onderwerp van T.S. Eliot's PhD-thesis in 1916, hoewel hij faalde om deze thesis te verdedigen.

## Publicaties
- Appearance and Reality, London : S. Sonnenschein ; New York : Macmillan , 1893. (1916 edition)
- Essays on Truth and Reality, Oxford: Clarendon Press, 1914.
- The Principles of Logic, London:Oxford University Press, 1922. (Volume 1)/(Volume 2)
- Ethical Studies, 1876, Oxford: Clarendon Press, 1927, 1988.
- Collected Essays, vols. 1-2, Oxford: Clarendon Press, 1935.
- The Presuppositions Of Critical History, Chicago: Quadrangle Books, 1968.